# Свети Архангел Михаил (Крупник)
Вижте пояснителната страница за други значения на Свети Архангел Михаил.
„Свети Архангел Михаил“ е православна църква в симитлийското село Крупник, България, част от Неврокопската епархия на Българската православна църква.

## История
Преди попадането му в България в 1912 година Крупник е мюсюлманско помашко село. След изселването на помаците и заселването на тяхно място на българи бежанци от Егейска Македония и на българи от околните села, през 1932 година в центъра на селото започва строежът на православен храм, завършен през 1935 година. Строителят на храма е майстор Раденко от село Трекляно, Кюстендилско. Църквата има уникална архитектура, тъй като е едновременно куполна, кръстокуполна и корабна.
Стенописите във вътрешността са изписани в 1971 – 1974 година от видния художник Пантелей Сеферов. Иконите и дърворезбата в храма са дело на майстори от Банската художествена школа. В 1985 година храмът е облицован отвън с нареченски бигор, който му придава жълтеникав цвят.